# 朱存𣑚
永壽王朱存𣑚（？—17世紀），是明朝永壽康裕王朱誼況之庶長子，萬曆二十七年封永壽長孫，萬曆三十三年改封永壽長子，萬曆四十五年襲封永壽王，崇禎十七年時李自成攻入西安，朱存𣑚被俘虜，後來去世，南明政府封其弟朱存梧為永壽王。

## 家庭

### 子女

#### 子
無